# Riccardia polyclada
Riccardia polyclada är en bladmossart som först beskrevs av William Mitten och Everard Ferdinand im Thurn, och fick sitt nu gällande namn av Gabriela Gustava Hässel de Menéndez. Riccardia polyclada ingår i släktet flikbålmossor, och familjen Aneuraceae. Inga underarter finns listade i Catalogue of Life.